# Schwaz
Schwaz város Ausztriában, Tirol tartományban. A város egyben a Schwazi járás (Bezirk) központja is. Az Inn völgyében fekszik, Innsbrucktól keletre.

## Története

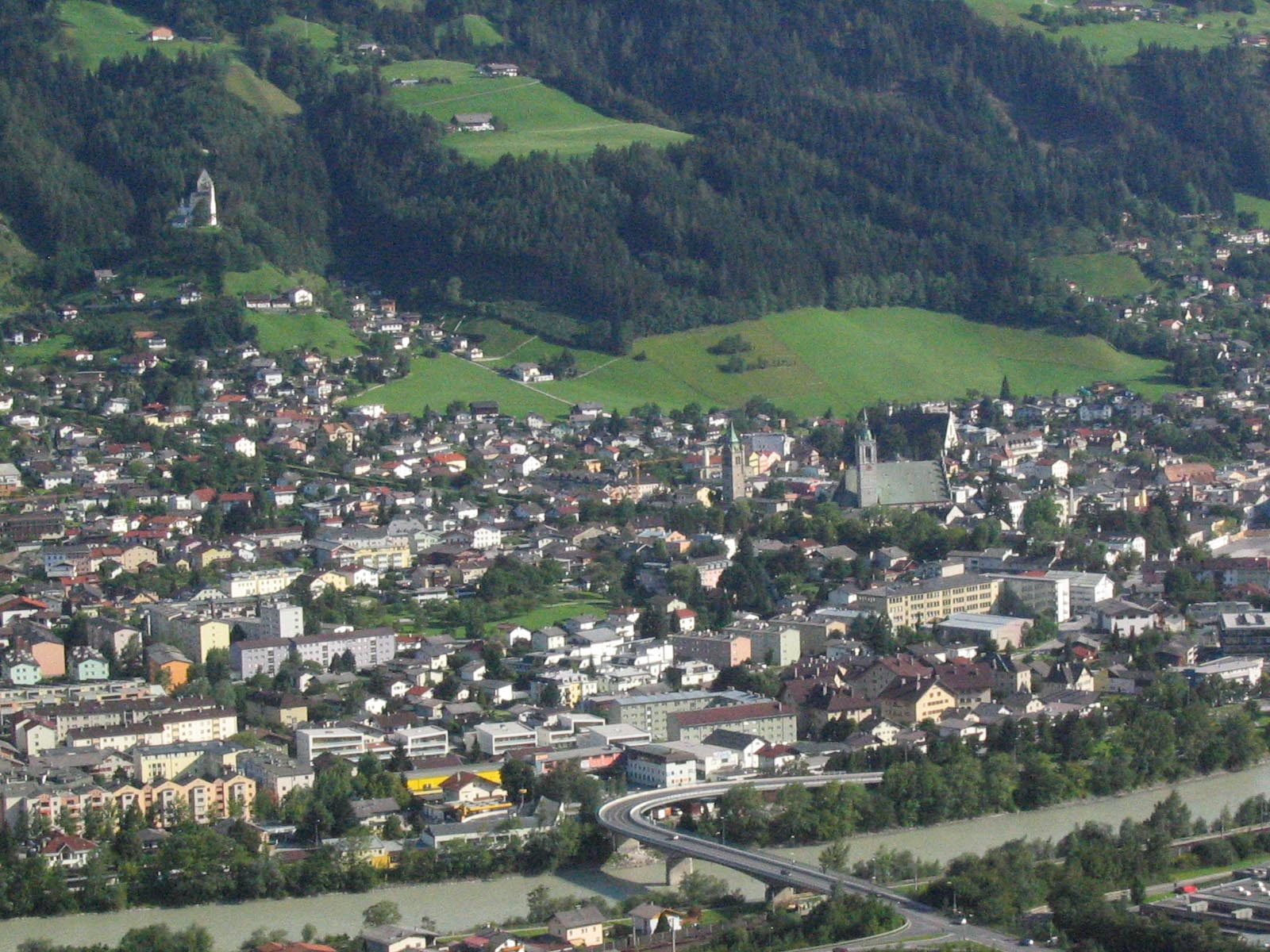
Schwaz

A település felemelkedése a középkorban indult meg – mint bányaváros – jelentős ezüst- és rézbányászatának köszönhetően. A lakosságszám gyorsan növekedett, a 15. században Ausztriában csak Bécs előzte meg a kb. húszezres schwazi népességet. 1420 és 1560 között Tirol legjelentősebb városa volt. A gazdag augsburgi Fugger-család is a városba helyezte egyik kereskedelmi székhelyét. Viszonylag kevés középkori épülete maradt meg, mivel a bajorok 1809-ben a várost felgyújtották. Schwaz 1898-ban kapott városi jogot Ferenc József császártól. Napjainkban a bányászat már csak a higanyra korlátozódik.

## Nevezetességei

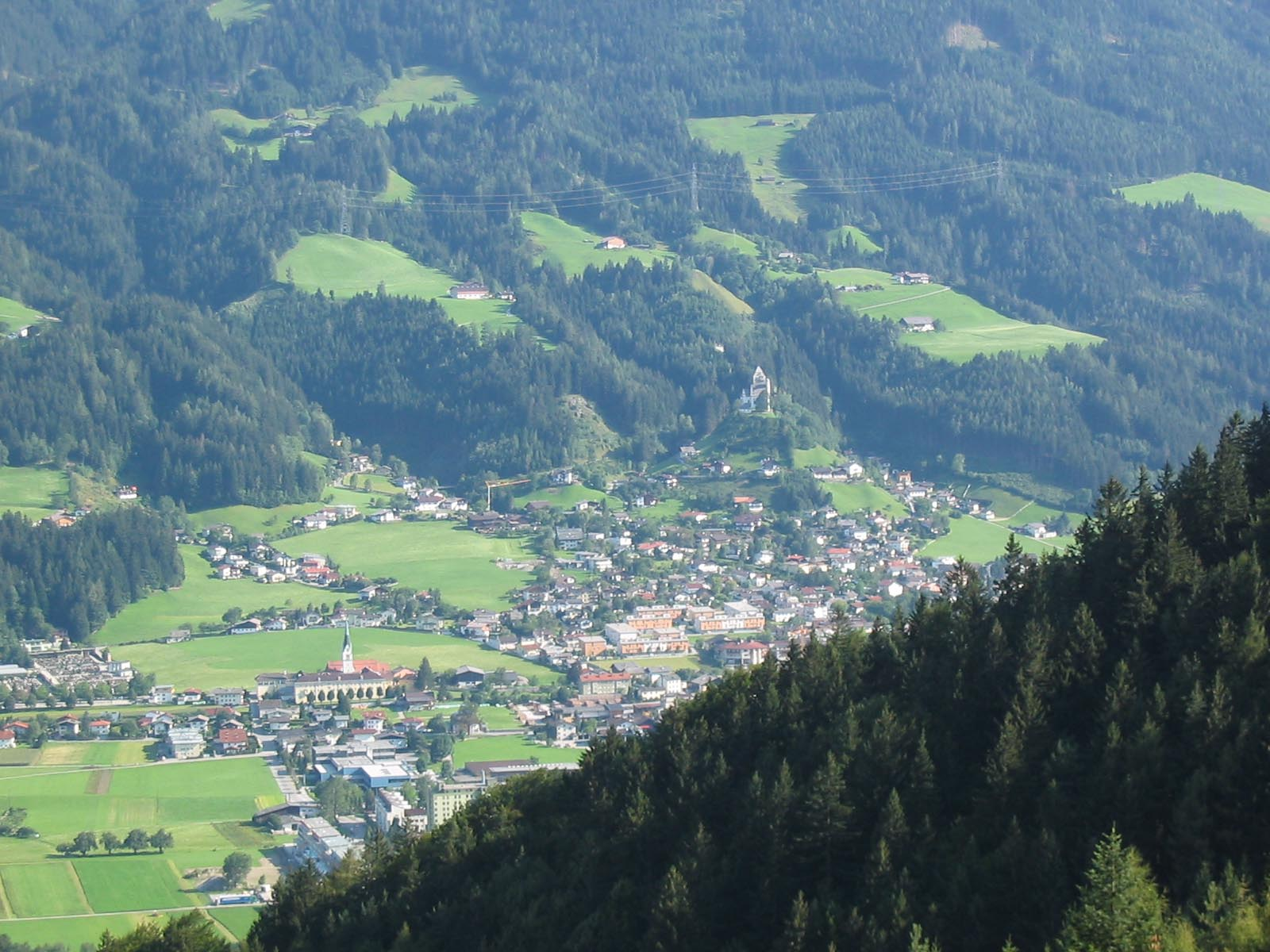
Schwaz északkeletről nézve

- A Miasszonyunk- (Unserer Lieben Frau) a tartomány legnagyobb négyhajós késő gótikus stílusban épített temploma. A 15. században Erasmus Grasser tervei alapján építették, a templom tetejét tizenötezer rézlemezzel fedték be.
- A Bányakapitányság (Berggerichtsgebäude) épületcsoportja az egykori Fugger-házat foglalja magában, melynek falait barokk festmények díszítenek.
- A város felett emelkedik a Burg Freundsberg, melyet a 11. században kezdett építtetni a Freundsberg nevű tiroli főnemes család. A vár Mesterdalnokok-termét 1944-ben egy bombatámadás semmisítette meg.